# Then Play On
| 전문가 평가                   | 전문가 평가 |
| 평가 점수                     | 평가 점수   |
| 출처                          | 점수        |
| ----------------------------- | ----------- |
| AllMusic                      | [ 1 ]       |
| Blender                       | [ 2 ]       |
| Encyclopedia of Popular Music | [ 3 ]       |
| Entertainment Weekly          | A−          |
| The Rolling Stone Album Guide | [ 5 ]       |

《Then Play On》은 1969년 9월 19일에 발매된 영국의 블루스 록 밴드 플리트우드 맥의 세 번째 스튜디오 음반이다. 이 음반은 대니 커완이 피처링한 오리지널 음반 중 첫 번째 음반이자(1969년 초 발매된 컴필레이션 음반 《The Pious Bird of Good Omen》에 두 곡의 트랙이 수록되었지만) 피터 그린이 마지막 음반이다. 당시 공식 밴드 멤버였지만 제레미 스펜서는 "두 곡의 피아노 연주" 외에는 이 음반에 피처링하지 않았다. 이 음반은 포크 록, 하드 록, 아트 록, 사이키델리아의 요소를 보여주며 그룹의 첫 두 음반의 단순한 일렉트릭 블루스보다 더 넓은 스타일리시한 범위를 제공했다. 이 음반은 영국 음반 차트에서 6위를 차지하며 밴드의 네 번째 톱 20 LP이자 톱 10에 오른 세 번째 음반이 되었다. 음반의 제목인 《Then Play On》은 윌리엄 셰익스피어의 희곡 《십이야》의 오프닝 대사인 "음악이 사랑의 음식이라면, 계속 연주하세요"에서 따온 것이다.

## 배경
플리트우드 맥의 이전 음반은 스튜디오에서 라이브로 녹음되었으며, 블루스 공식을 엄격하게 준수했다. 《Then Play On》의 녹음을 위해 처음으로 편집 및 오버더빙 기법이 광범위하게 사용되었다. 그린은 최근 밴드의 라이브 공연에 즉흥 연주와 재밍을 도입했으며, 그린이 몇 시간 동안 스튜디오 잼 세션을 통해 편집한 〈Underway〉, 〈Searching for Madge〉, 〈Fighting for Madge〉 등 음반 수록곡 3곡을 선보였다.
당시 사실상 밴드 리더였던 그린은 작곡의 절반을 밴드 동료인 대니 커완에게 맡겼다. 음악 저널리스트 앤서니 보자는 그린이 "모든 면에서 매우 관대한 밴드 리더였습니다. 그리고 피터는 대니에게 그 모든 자유를 주었습니다. 그런 이야기는 듣지 못했을 뿐입니다."고 말했다. 밴드의 또 다른 기타리스트인 제레미 스펜서는 음반의 오리지널 트랙에서 연주하지 않았다. 그린과 스펜서는 예수의 삶을 다룬 콘셉트 음반인 "관현악 합창 LP"를 녹음할 계획이었지만 음반은 결실을 맺지 못했다. 대신 스펜서는 1970년 플릿우드 맥의 멤버들을 백밴드로 한 솔로 음반을 발매했다. 미국에서는 1968년 12월, 미국 컴필레이션 음반 《English Rose》에 이미 수록되어 있었기 때문에 〈One Sunny Day〉와 〈Without You〉는 음반에 포함되지 않았다.

## 커버 아트
커버 아트에 사용된 그림은 영국의 예술가 맥스웰 암필드의 벽화이다. 이 그림은 1917년 2월호 《컨트리사이드》 매거진에 소개되었는데, 이 잡지는 이 벽화가 원래 런던 저택의 식당을 위해 디자인되었다고 언급했다.

## 곡 목록
| #   | 제목                            | 작사·작곡     | 리드 보컬  | 재생 시간 |
| --- | ------------------------------- | ------------- | ---------- | --------- |
| 1.  | 〈Coming Your Way〉             | 대니 커완     | 커완       | 3:47      |
| 2.  | 〈Closing My Eyes〉             | 피터 그린     | 그린       | 4:50      |
| 3.  | 〈Fighting for Madge〉          | 믹 플리트우드 | 기악       | 2:45      |
| 4.  | 〈When You Say〉                | 커완          | 커완       | 4:22      |
| 5.  | 〈Show-Biz Blues〉              | 그린          | 그린       | 3:50      |
| 6.  | 〈Underway〉                    | 그린          | 기악       | 3:06      |
| 7.  | 〈One Sunny Day〉               | 커완          | 커완       | 3:12      |
| 8.  | 〈Although the Sun Is Shining〉 | 커완          | 커완       | 2:31      |
| 9.  | 〈Rattlesnake Shake〉           | 그린          | 그린       | 3:32      |
| 10. | 〈Without You〉                 | 커완          | 커완       | 4:34      |
| 11. | 〈Searching for Madge〉         | 존 맥비       | 기악       | 6:56      |
| 12. | 〈My Dream〉                    | 커완          | 기악       | 4:47      |
| 13. | 〈Like Crying〉                 | 커완          | 커완, 그린 | 2:21      |
| 14. | 〈Before the Beginning〉        | 그린          | 그린       | 3:28      |